# Klek (polotok)
Klek je majhen polotok v Jadranskem morju, ki se nahaja jugozahodno od mesta Neum v Bosni in Hercegovini. Obdaja ga Neumski zaliv in ga ločuje od večjega Malostonskega zaliva in polotoka Pelješac. Polotok pripada Bosni in Hercegovini.
Konica polotoka, znana kot Rep Kleka (znana tudi kot Ponta repa in Turski rep), ki leži direktno nasproti istoimenske vasi Klek na Hrvaškem, je sporna meja med Bosno in Hercegovino ter Hrvaško, ki sta se o dogovoru meje nazadnje pogajali leta 1999 v Neumskem sporazumu.   